# Certified Machinery Safety Expert

Le CMSE – Certified Machinery Safety Expert (traduction possible en français : expert certifié en sécurité des machines) – est une qualification reconnue au niveau international et certifiée par le TÜV NORD,,. CMSE est une marque déposée par Pilz GmbH & Co. KG,.
Dans la mesure où certaines conditions préalables sont remplies, les professionnels qui exercent leur profession dans le domaine de la sécurité des machines peuvent acquérir ce titre.

## Particularités
Un CMSE – Certified Machinery Safety Expert – est une personne qualifiée dans le domaine de la sécurité des machines. Il est spécialisé dans le respect des prescriptions de sécurité sur des machines, avec pour objectif la prévention des accidents en vue de la protection des personnes et la préservation des biens matériaux. Le principe fondamental de cette fonction est l'application des normes et des prescriptions sur les machines utilisées par une entreprise. Cette qualification est acquise en complément d'une formation professionnelle ou d'un cycle d'études.

## Formation
Le titre CMSE – Certified Machinery Safety Expert – est attribué au moyen d'un certificat avec validité internationale à la fin de la formation correspondante, à condition d'avoir réussi à l'examen.
Pour participer à une formation, il faut disposer d'au moins cinq années d'expérience professionnelles dans le domaine de la sécurité des machines. Il est également possible de suivre la formation si le cycle de formation a été combiné avec au moins une année d'expérience professionnelle.
La formation dispense, de manière constructive, les principes fondamentaux de la sécurité des machines sur les thèmes suivants:
- Sécurité des machines en rapport avec la conception, la fabrication et la maintenance
- Appréciation des risques conformément à la norme internationale ISO 12100
- Systèmes de sécurité et exigences de sécurité électriques
- Conception de systèmes de sécurité fonctionnels selon l'ISO 13849-1